# Hangimiz Sevmedik
Hangimiz Sevmedik ist eine türkische Fernsehserie, die vom 15. Juli 2016 bis zum 22. Mai 2017 auf TRT 1 ausgestrahlt wurde. Die romantische Komödie wurde in insgesamt 40 Episoden in einer Staffel ausgestrahlt.

## Handlung
Adile und Münir sind ein Paar und wollen bald heiraten. Da die Väter der beiden gegen eine Zusammenkunft der Familien sind, entschließen sich Adile und Münir von zu Hause wegzugehen. Sie beschließen schlussendlich heimlich zu heiraten. Doch aufgrund einer Verkettung von unglücklichen Umständen, Lügen und Intrigen kommt es nie zur Heirat.

## Besetzung

### Hauptbesetzung
| Schauspieler    | Rollenname  | Hauptrolle (Folgen) |
| Selen Soyder    | Itır Yeşil  | 1.01–1.40           |
| Can Yaman       | Tarık Çam   | 1.01–1.40           |
| Funda Bostanlik | Sevda Cam   | 1.01–1.40           |
| Altan Erkekli   | Münir Yesil | 1.01–1.40           |
| Gül Onat        | Adile Cam   | 1.01–1.40           |
| Cengiz Bozkurt  | Şener Yeşil | 1.01–1.40           |
| Mehtap Bayri    | Ayşen Akça  | 1.01–1.40           |

### Nebenbesetzung
| Schauspieler  | Rollenname       |
| Bülent Sakrak | Ilyas Cicek      |
| Pelin Ermis   | Emel             |
| Veysel Diker  | Sevket Özler     |
| Berfu Öngören | Perran Özler     |
| Deniz Oral    | Ihsan Durulmaz   |
| Tuba Erdem    | Sükriye Durulmaz |
| Erdem Bas     | Metin Durulmaz   |
| Selma Kutlug  | Mürüvvet Erol    |
| Baris Basar   | Zeki Durulmaz    |

## Hintergrund
Der Titel Hangimiz Sevmedik (dt. Wer von uns hat nicht geliebt) ist ein bekanntes Lied des Sängers Müslüm Gürses von 1994.
2017 wurde Hangimiz Sevmedik in der Kategorie beste Comedyserie ausgezeichnet.